# Dispositif relais
 (avril 2017).
Si vous disposez d'ouvrages ou d'articles de référence ou si vous connaissez des sites web de qualité traitant du thème abordé ici, merci de compléter l'article en donnant les références utiles à sa vérifiabilité et en les liant à la section « Notes et références ».
En France, les dispositifs relais sont des classes et des ateliers mis en place pour accueillir les élèves en marginalisation scolaire, au collège ou éventuellement au lycée, afin de les réorienter vers un nouveau cursus.

## Définition
Les dispositifs relais sont des classes et des ateliers mis en place afin d’accueillir les élèves au collège ou au lycée qui sont en voie de déscolarisation et de désocialisation. Au préalable, ces élèves ont eu accès à toutes les prises en charge et aides proposées par leurs établissements, sans succès, nécessitant dès lors le recours à des dispositifs relais.

## Origine
Le dispositif relais vient tout d’abord de la classe ouverte par la convention signée entre la protection judiciaire de la jeunesse et de l’Éducation nationale. Ce dispositif est composé de deux branches : la classe relais et l’atelier relais.
Les classes relais sont créées en 1998 en réponse à l’émergence de la violence dans les établissements du second degré et pour répondre aux limites du « collège unique pour tous ». C’est la circulaire no 98-120 du 12 juin 1998 qui définit le cadre institutionnel pour la création de ce dispositif d’accueil pour les élèves en déscolarisation et désocialisation. 
Afin de renforcer ce dernier, des ateliers relais ont été créés en 2002, ils se différencient de la classe par le partenariat et la durée du séjour de l’élève. En effet, les classes relais reposent sur une coopération entre le ministère de la justice et les ateliers relais. Elles font appel à des associations agréées complémentaires de l’enseignement public telle le Ligue de l'enseignement ou à des fondations reconnues d’utilité publique.

## Modalités d’entrées d’admission et de sorties
Pour être admis en dispositif relais il faut passer par plusieurs phases. Tout d’abord l’élève est repéré et son dossier est transféré par l’équipe pédagogique du collège ou par les travailleurs sociaux à l’inspecteur académique. Le consentement de l’élève ainsi que de celui du représentant légal est obligatoire, pour se faire de nombreuses rencontres et visites sont mises en place. Ensuite le dossier est envoyé et analysé par la commission départementale prévue par les autorités académiques. 
L’admission en dispositif relais validée, soit dans une classe relais dont la durée varie de quelques semaines à quelques mois comprenant un stage, ou dans un atelier relais de 4 à 16 semaines, comprenant des cours théoriques et des ateliers pédagogiques. C’est l’inspection académique qui choisit dans quelle structure sera placé l’élève.
Afin de sortir d’un dispositif relais et de réintégrer le système scolaire courant, il faut que la proposition vienne de la commission qui s'est basée sur l’avis de l’équipe du dispositif. Pour l’admission comme pour la sortie d’un dispositif relais, la décision finale est prise par l’inspection académique. 

## Objectifs et projets pédagogiques
Le dispositif relais repose sur un double enjeu qui est d’assurer l’égalité d’accès aux apprentissages, quelles que soient les origines scolaires et de redonner les mêmes chances de réussite à tous les élèves en renforçant la cohésion sociale et le lien civique. 
Le projet pédagogique de ce dispositif est établi en corrélation entre les divers partenaires pédagogie, éducatif, sociaux et santé. Ce projet pédagogique a plusieurs points très spécifiques : un nombre restreint d’élèves par session (6 à 12 max), un parcours individualisé est établi comprenant la découverte du monde du travail, une pédagogie différentielle est établie au sein de la classe, un emploi du temps évolutif est créé au cas par cas, un carnet de suivi est mis en place mentionnant entre autres le progrès de l’élève, le programme dispensé et les observations du jeune et de sa famille, pour finir une articulation avec les dispositifs extrascolaires est mis en place.
Ce dispositif est composé de plusieurs objectifs : Aider l’élève à s’investir à nouveau dans l’apprentissage scolaire, réinsérer l’élève dans une formation générale, technologique ou professionnelle, favoriser l’acquisition d’un socle commun de connaissance et de compétences. 
Après leur passage dans ce dispositif relais, 82 % de ses élèves retournent au collège, 3 % en lycée professionnel, 3 % en CFA et 1 % de ses élèves n’ont pas trouvé de solution.

## Équipe pédagogique
Des encadrements renforcés sont mis en place avec plusieurs professionnels : des enseignants, des éducateurs, des psychologues, des travailleurs sociaux, des coordinateurs, des assistants d’éducation et parfois le juge des enfants. Le personnel fait sa fonction d’enseignant et établit la cohérence des actions au sein du dispositif. En général, il y a six à huit jeunes qui sont encadrés par trois adultes. L’équipe enseignante est essentiellement composée de volontaires. 
Le dispositif est en partenariat avec l’Éducation Nationale, la protection judiciaire de la jeunesse, mais aussi avec des associations agréées complémentaires de l’enseignement public et des fonctions reconnues d’utilité publiques. 
Cette équipe a pour rôle et pour objectif de remotiver les élèves à reprendre leur cursus scolaire et à ne pas l’abandonner.